# Geodia arripiens
Espèce
Geodia arripiens est une espèce d'éponges de la famille des Geodiidae, présente dans la mer de Chine méridionale.

## Taxonomie
L'espèce est décrite par Nils Gustaf Lindgren en 1897.
La localité type se situe près de la côte du sud Viêt Nam.